# Eupithecia illaborata
Eupithecia illaborata es una especie de polilla de la familia Geometridae. La especie fue descrita por primera vez por Karl Dietze habiendo sido descrita en 1903, con distribución en Turkmenistán. El sintipo fue un individuo macho descrito en el sector Aksu y el desierto de Korla, al este de Turkestán. Es una polilla con alas alargadas, color gris claro con un matiz de color arcilla y la zona media más oscura en la parte distal del ala. Los puntos discales son en su mayoría inexistentes.